# Parapholidoptera yoruka
Parapholidoptera yoruka är en insektsart som beskrevs av Battal Çiplak 2000. Parapholidoptera yoruka ingår i släktet Parapholidoptera och familjen vårtbitare. Inga underarter finns listade i Catalogue of Life.